# Coamostita
Coamostita är en ort i Mexiko.   Den ligger i kommunen Bolaños och delstaten Jalisco, i den centrala delen av landet, 600 km nordväst om huvudstaden Mexico City. Coamostita ligger 1 068 meter över havet och antalet invånare är 187.
Terrängen runt Coamostita är kuperad åt sydväst, men åt nordost är den bergig. Coamostita ligger nere i en dal. Runt Coamostita är det mycket glesbefolkat, med 4 invånare per kvadratkilometer. Närmaste större samhälle är Tuxpan de Bolaños, 6,4 km söder om Coamostita. I omgivningarna runt Coamostita växer huvudsakligen savannskog.